# 鈴木繭菓
鈴木 繭菓（すずき まゆか、1981年7月8日 - ）は、日本の元女優、タレント、歌手。血液型はO型。ブリスクルーに所属していた。

## 略歴
静岡県浜松市中央区出身。浜松市立城北小学校を経て、静岡県西遠女子学園中学校・高等学校を卒業後、芸能活動を開始。
2000年終盤に第1期プチエンジェルに選出されるなど、グラビアアイドルとしても活動していた。
2001年に出演したTV番組『ウルトラマンコスモス』の森本綾乃（モリモト・アヤノ）隊員役を経て、その後は、ガールズロックバンド「THE PINK☆PANDA」のボーカル・MAYUとして活動し、2009年11月18日に所属バンドは「BLiSTAR」としてメジャーデビューした。
父が実家を改装して2005年頃にレストランを開業したが、現在は閉店している。
2011年6月1日、本人及びBLiSTARのブログにおいて一般男性との入籍と妊娠の報告があり、体調面の考慮などから音楽活動の休止に入った。
2016年5月13日にはニュージーランドへ移住している。
2021年のイベント「ウルトラマンコスモスナイト～20th Anniversary 君にできるなにか～」ではニュージーランドからリモート出演した。

## 出演

### テレビ
- ウルトラマンコスモス（2001年7月 - 2002年9月、MBS） - アヤノ 役[注 1]
- グラビアの美少女（MONDO21）
- ウルトラ情報局（2002年12月 - 2011年4月、ファミリー劇場） - ナビゲーター
- ゴゴイチ! 〜SPACE SHOWER CHART SHOW〜（2003年4月 - 2004年10月、スペースシャワーTV）
- 怪談新耳袋 第21話「近づく」（2003年8月、BS-i）
- SPACE SHOWER Music Video Awards04（2004年3月、スペースシャワーTV）
- VJパロパロ（2005年4月1日 - 2007年3月、テレビユー福島）

### ラジオ
- ヤングパーク（2003年10月 - 2004年9月25日、MBSラジオ）
  - ミニコーナー「乙女のささやき」（2004年4月3日 - 9月25日）

### 映画
- ウルトラマンコスモス2 THE BLUE PLANET（2002年） - 森本綾乃（モリモト・アヤノ）隊員 役
- ウルトラマンコスモスVSウルトラマンジャスティス THE FINAL BATTLE（2003年） - 森本綾乃（モリモト・アヤノ） 役
- 渋谷怪談（2004年） - 深見愛 役
- ウルトラマンサーガ（2012年） - 春野綾乃（アヤノ） 役[注 2]

### CM
- ドリームキャスト「イルブリード」（2001年、SEGA）
- ノーシン（2002年、フジテレビインフォマーシャル）
- サッポロビール（2004年、フジテレビインフォマーシャル）
- ボーダフォン（2004年、フジテレビインフォマーシャル）
- 日本エイペックス

### 舞台
- 円谷劇団 第1回公演「銀色の少年」（2004年） - ゲスト出演

### ゲーム
- イースI・IIエターナルストーリー（2003年） - ミシャ 役

## 作品

### 写真集
- まゆかのま（2002年3月、角川書店、撮影：SHOWN）ISBN 4048534688
- いっぱいいっぱい（2003年6月、ぶんか社、撮影：SHOWN）ISBN 4821125358

### その他書籍
- 鈴木繭菓inウルトラマンコスモス（2001年12月、ぶんか社）ISBN 4821107627
- Miss Shot Vol.1（2002年10月、大洋図書、撮影：SHOWN）ISBN 4813006922
- アヤノ隊員ビジュアルブック（2002年11月、ぶんか社、撮影：SHOWN）ISBN 482110797X

### イメージビデオ・DVD
- プチエンジェル（2000年12月、バップ）
- La Bonita（2002年3月、バップ）
- Statice（2002年7月、ジーオーティー）
- 鈴木繭菓 in QUEENSLAND（2003年9月、ポニーキャニオン）
- Baby Powder（2004年8月、イーネット・フロンティア）